# توم كريب

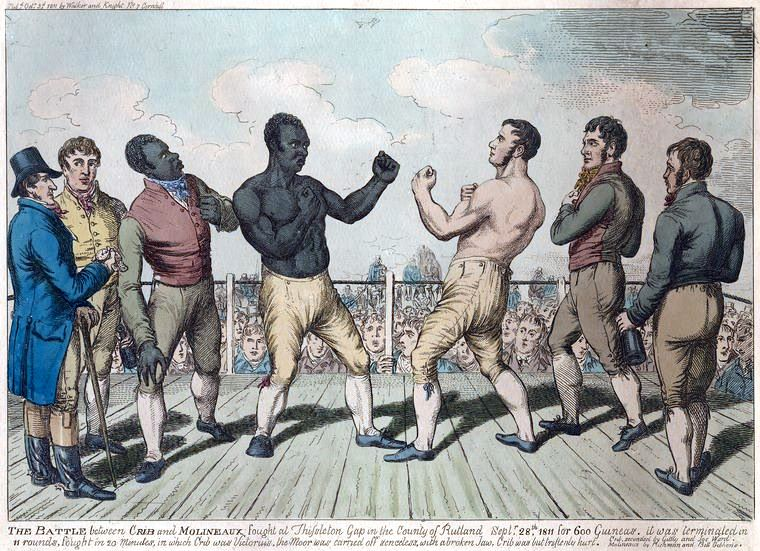
توم كريب ضد توم مولينو - 1811 م.

توم كريب (بالإنجليزية: Tom Cribb)‏ (1781 - 1848 م) هو ملاكم إنكليزي.
أصبح في إحدى الفترات بطل بريطانيا، أي بطل العالم في ذلك الوقت.